# Andrew Ramsay
Pour les articles homonymes, voir Ramsay.
Sir Andrew Crombie Ramsay (31 janvier 1814-9 décembre 1891) est un géologue britannique.

## Biographie
Andrew Ramsay est né à Glasgow. Il est le fils de William Ramsay, un fabricant de produits chimiques. Il s'engage pour un temps dans les affaires. Ramsay s'intéresse aux formations rocheuses de l'île d'Arran où il passe ses vacances. Il y acquiert des rudiments de géologie. Il fait un modèle géologique de Arran, à l'échelle 2 pouces par mille qu'il présente à une réunion de la British Association à Glasgow en 1840. Cette présentation attire l'attention de Roderick Murchison avec pour résultat l'engagement de Ramsay par Henry De la Beche pour le levé géologique de Grande-Bretagne. Il y travaille 40 ans de 1841 à 1881.
Il est d'abord affecté à Tenby, ce qui peut expliquer pourquoi la plupart de ses travaux en géologie concerne le Pays de Galles. Son premier livre The Geology of the Isle of Arran est publié en 1841. En 1845 il devient directeur local pour la Grande-Bretagne  mais il continue à travailler sur le terrain jusqu'en 1854. Il contribue au premier volume de Memoirs of the Geological Survey -- Mémoires sur le levé géologique -- 1846, avec un essai devenu classique On the Denudation of South Wales and the Adjacent Counties of England -- Sur la dénudation dans le Pays de Galles et les comtés adjacents d'Angleterre -- dans lequel il explique l'érosion par l'action de la mer, bien qu'il sous-estime l'érosion due au vent. En 1866 il publie 'The Geology of North Wales réédité en 1881.
Il devient professeur de géologie en 1840 à l'University College de Londres puis donne des lectures sur le même sujet à The School of Mines en 1851. De 1862 à 1864 il est président de la Geological Society of London succédant à Murchison. En 1880 il dirige la British Association à Swansea puis les années suivantes il se retire du service public. En 1860 il publie The Old Glaciers of Switzerland and North Wales -- Les vieux glaciers de Suisse et du nord du pays de Galles. Ce sujet le conduit à discuter de l'origine glaciaire de certains lacs dans Glacial Origin of Certain Lakes in Switzerland, the Black Forest, &c. Il écrit aussi The Red Rocks of England en 1871 et The River Courses of England and Wales en 1872.
Il s'intéresse plus particulièrement aux causes qui ont déterminé la configuration physique d'un paysage concentrant son effort sur les effets produits par la glace. Son nom est attaché à l'hypothèse, qui toutefois n'a pas reçu d'assentiment général, que certains bassins de lacs ont été creusés par des glaciers.  Son érudition en stratigraphie et en géologie physique en font un bon interprète des faits, mais plutôt impatient quant aux détails, tandis que ses théories, originales et souvent audacieuses, autant dans ses lectures que dans ses écrits, ont sans aucun doute fait fortement progresser la géologie.
Ses lectures données en 1863 au Muséum de géologie pratique forment la base de son Physical Geology and Geography of Great Britain -- Géologie physique et géographie de la Grande-Bretagne, 5e édition 1878. Il reçoit la médaille royale de la Royal Society, dont il devient membre en 1862, ainsi que le prix Neil (Royal Society of Edinburgh) en 1866 et la médaille Wollaston en 1871. Il meurt à Beaumans.
Son neveu William Ramsay est lauréat du prix Nobel de chimie en 1904.